# HD 141399
HD 141399 è una stella di magnitudine 7,2 distante 121 anni luce dal sistema solare e visibile nella costellazione del Boote. Nel 2014 sono stati scoperti quattro pianeti extrasolari giganti gassosi in orbita attorno a essa.

## Caratteristiche
La temperatura superficiale della stella è di circa 5600 K. HD 141399 è più ricca di elementi pesanti rispetto al Sole, con un indice di metallicità di 0,35  [Fe/H], che equivale al 223% dell'abbondanza di metalli presenti nel Sole. La sua età è sconosciuta e la sua attività stellare molto bassa.

## Sistema planetario
Nel 2014, sono stati scoperti quattro pianeti in orbita attorno alla stella con il metodo della velocità radiale. Il secondo pianeta in ordine di distanza dalla stella, HD 141399 c, potrebbe trovarsi all'interno della zona abitabile, o almeno vicino al limite più interno, in quanto la zona abitabile "ottimistica" è compresa tra le 0,8 e le 2 UA dalla stella madre. La radiazione che riceve il pianeta c, che compie un'orbita ogni 202 giorni, è del 30% superiore a quella che riceve la Terra dal Sole e come gli altri pianeti del sistema si tratta di un gigante gassoso senza superficie solida; tuttavia, una possibile esoluna di tipo terrestre attorno al pianeta potrebbe avere le condizioni adatte per sostenere acqua liquida in superficie ed essere quindi potenzialmente abitabile.

### Prospetto
Segue un prospetto dei componenti del sistema planetario di HD 141399, in ordine di distanza dalla stella.
| Pianeta | Tipo            | Massa   | Periodo orb. | Sem. maggiore | Eccentricità | Scoperta |
| ------- | --------------- | ------- | ------------ | ------------- | ------------ | -------- |
| b       | Gigante gassoso | 0,46 MJ | 94 giorni    | 0,4225 UA     | 0,04         | 2014     |
| c       | Gigante gassoso | 1,36 MJ | 202 giorni   | 0,7023 UA     | 0,05         | 2014     |
| d       | Gigante gassoso | 1,22 MJ | 1070 giorni  | 2,1348 UA     | 0,06         | 2014     |
| e       | Gigante gassoso | 0,69 MJ | 3717 giorni  | 4,8968 UA     | <0,1         | 2014     |